# Arsenal Delanne 10
Arsenal Delanne 10 – francuski, prototypowy myśliwiec konstrukcji Maurice’a Delanne z tandemowymi skrzydłami.

## Historia

### Geneza
Maurice Delanne był francuskim konstruktorem wcielającym w życie idee skrzydła tandemowego. Maszyna zbudowana w takim układzie konstrukcyjnym nie miała klasycznego usterzenia lecz drugi płat. Obydwa płaty instalowano na kadłubie, jeden za drugim w pewnym oddaleniu. Pierwszy z nich instalowany był wyżej niż tylny. Dzięki takiemu rozwiązaniu, przedni płat działał na tylny jak skrzela na krawędzi natarcia skrzydła, zwiększając siłę nośną na tylnym płacie. Zmniejszało to prędkość przeciągnięcia oraz minimalna prędkość lądowania. Poprawie ulegała również zwrotność i sterowność samolotu. Delanne dysponował pomysłem, ale nie dysponował środkami do praktycznego przetestowania swoich prac. Dopiero wytwórnia Société Anonyme Française de Recherches Aéronautiques podjęła się zbudować samolot doświadczalny w oparciu o projekt Delanne.

### Delanne 20
Zbudowano jednomiejscowy prototyp o mieszanej konstrukcji, napędzany rzędowym silnikiem Régnier R6 o mocy 132 kW z dwułopatowym śmigłem i tandemowym układem płatów. Maszynę ukończono w połowie 1938 roku. Po próbnych kołowaniach, 10 sierpnia 1938 roku samolot wzbił się po raz pierwszy w powietrze. Niestety, pilot przyzwyczajony do klasycznego układu konstrukcyjnego nie opanował samolotu, który uległ rozbiciu. Nie zraziło to konstruktora, który na początku 1939 roku ukończył drugi prototyp, Delanne 20 T, który już w marcu tego samego roku wykonał poprawny lot, spełniając pokładane w nim nadzieje. Konstrukcją samolotu zainteresowało się francuskie Ministerstwo Lotnictwa (Ministére de l'Air), które objęło projekt swoim patronatem, ale zażądało aby z tandemowym skrzydłem wybudować samolot myśliwski. Dalsze prace kontynuowane były w wytwórni Arsenal de l’Aéronautique w Vélizy-Villacoublay.

### Projekt
Nowy samolot, określany jako Arsenal-Delanne 10C.2 miał być całkowicie metalowym, dwuosobowym myśliwcem. Prace nad maszyną rozpoczęto w połowie 1939 roku a na początku 1940 roku ukończono projekt. 10 maja 1940 roku Niemcy rozpoczęły operację Fall Gelb, która zakończyła się klęską Francji 22 czerwca. 10C.2 wpadł w ręce Niemców. Reichsluftfahrtministerium postanowiło dokończyć prace nad zdobytym samolotem nadal, wykorzystując do tego potencjał i pracowników francuskich zakładów. Latem 1941 roku rozpoczęto próbne kołowania maszyny. W ich wyniku wzmocniono goleń kółka ogonowego oraz powiększono stateczniki pionowe zamontowane na końcach tylnego płata. W październiku 1941 roku maszyna wzbiła się do swojego dziewiczego lotu, ale bez wciągania podwozia. W drugim locie pilot bez problemów schował i wyciągnął podwozie główne. Samolot wykonał w sumie piętnaście lotów spędzając w powietrzu około 6 godzin. Pod koniec 1941 roku maszyna została wywieziona do Niemiec. Brak informacji o jej dalszych losach.

## Konstrukcja
Arsenal-Delanne 10C.2 był całkowicie metalowym, dwuosobowym samolotem myśliwskim z tandemowymi skrzydłami. Pierwszy płat zastrzałowy podparty podwójnymi zastrzałami, wyposażony w dzielone klapolotki oraz sloty. Skrzydło umieszczono na kadłubie miało konstrukcje wzorowaną na płacie Puławskiego z charakterystycznym wygięciu w kształcie spłaszczonej litery M, zapewniającym lepszą widoczność dla pilota, widoczność, która i tak już była mocno ograniczona z powodu dużego przesunięcia do tyłu kadłuba kabiny załogi samolotu. Drugi wolnonośny płat o trapezowym obrysie zainstalowano w tyle kadłuba w jego dolnej części. Tylny płat miał trochę mniejszą rozpiętość niż przedni, a jego powierzchnie sterowe pełniły funkcję klapolotek oraz sterów wysokości. Na obu końcach tylnego płata zainstalowano stateczniki pionowe ze sterami kierunku. Podwozie trójpodporowe z tylnym kółkiem ogonowym. Podwozie główne chowane do wnęk w kadłubie, kółko ogonowe stałe. Kadłub samolotu wykonany był ze zgrzewanych elektrycznie ze sobą trzech warstw blachy. Taka konstrukcja zapewniała wystarczającą sztywność kadłuba aby konstruktorzy mogli zrezygnować z niektórych wewnętrznych części usztywniających kadłuba w klasycznych konstrukcjach. Samolot napędzany był 12-cylindrowym, rzędowym silnikiem Hispano-Suiza 12Ycrs chłodzonym cieczą z trójłopatowym, przestawialnym śmigłem Ratier. W kadłubie, za jednostką napędową umieszczono zbiornik paliwa o pojemności 600 dm³. Kabina pilota i strzelca znajdująca się w tylnej części kadłuba osłonięta wspólną owiewką.

## Uzbrojenie
Prototyp nie był uzbrojony, ale docelowa, seryjna wersja miała być uzbrojona w działko Hispano kalibru 20 mm strzelające przez wał śmigła oraz czterema karabinami maszynowymi MAC 1934 kalibru 7,5 mm. Dwa z nich planowano zamontować w osłonach węzłów połączenia zastrzałów z przednim, górnym płatem. Pozostałe dwa, ruchome, miał obsługiwać tylny strzelec siedzący tyłem do kierunku lotu.